# Филотас
Филотас је у грчкој митологији била божанство дружења и нежности.

## Митологија
Филотас је представљена као дух или демон дружења, нежности или чак сексуалног чина, на шта указује њено име. Хесиод је у теогонији описује као кћерку Ноћи, Никс, која ју је родила без учешћа мушкарца. Хигин као њеног оца помиње Ереба. Њена супротност су Нејкеје.

## Тумачење
Према неким изворима, Хесиод у својој „Теогонији“ управо помиње и Нејкеје (раздор) и Филотас (пријатељство) како би означио шта су крајњи принципи у устројству космоса.